# Lawrence' kwartelduif
Lawrence' kwartelduif (Zentrygon lawrencii synoniem: Geotrygon lawrencii) is een vogel uit de familie Columbidae (duiven). Deze vogel is genoemd naar de Amerikaanse amateur-ornitholoog George Newbold Lawrence.

## Verspreiding en leefgebied
Deze soort komt voor in Costa Rica en Panama.

## Status
De grootte van de populatie is in 2019 geschat op 20-50 duizend volwassen vogels. Op de Rode lijst van de IUCN heeft deze soort de status niet bedreigd.